# Masdevallia obscurans
Masdevallia obscurans är en orkidéart som först beskrevs av Carlyle August Luer, och fick sitt nu gällande namn av Carlyle August Luer. Masdevallia obscurans ingår i släktet Masdevallia och familjen orkidéer. Inga underarter finns listade i Catalogue of Life.